# Fotopsis
Fotopsis là một chi bướm đêm thuộc họ Noctuidae.